# Trinodinae
Trinodinae es una subfamilia de coleópteros polífagos de la familia Dermestidae.

## Tribus
- Thylodriini - Trinodini - Trinoparvini - †Cretonodini

Géneros
- Apsectus - Evorinea - Hexanodes - Thylodrias - Trichelodes - Trichodryas - Trinodes - Trinoparvus -  †Cretonodes – †Oisenodes

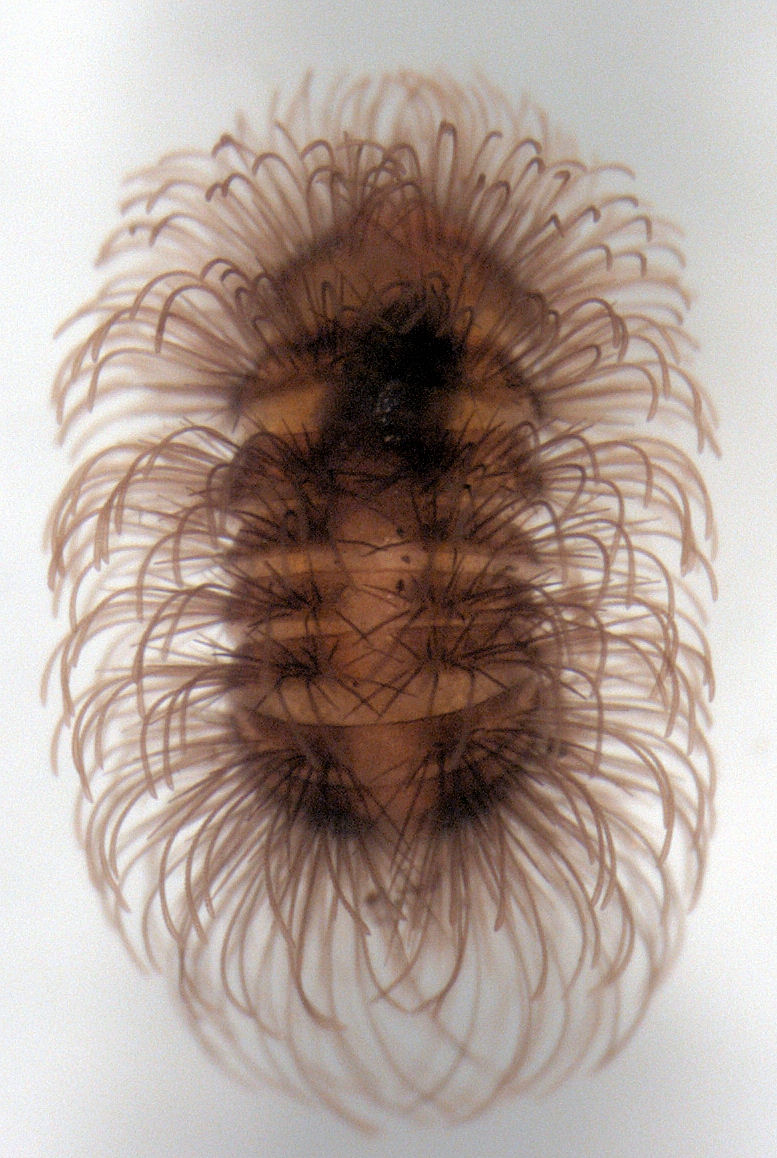
Hexanodes vulgata, larva